# Hypagyrtis impropriata
Hypagyrtis impropriata là một loài bướm đêm trong họ Geometridae.